# Olivia Hussey
Olivia Hussey, ursprungligen Olivia Osuna, född 17 april 1951 i Buenos Aires, Argentina, död 27 december 2024 i Burbank, Kalifornien, var en brittisk skådespelare.

## Biografi
Hussey föddes 1951 i Buenos Aires i Argentina, som dotter till tangosångaren Andreas Osuna med artistnamnet Osvaldo Ribó och Joy Hussey, som var juridisk sekreterare. Hennes mor var från England, av engelsk och skotsk härkomst. Hennes föräldrar var katoliker och hon växte upp i det samfundet. När hon var sju år flyttade hon med sin engelska mor och bror till England. Där studerade hon vid en teaterskola och scendebuterade i Miss Brodies bästa år. Där upptäcktes Hussey av den italienske regissören Franco Zeffirelli, som gav henne huvudrollen som Julia i Romeo och Julia 1968. I Sverige är Olivia Hussey kanske mest känd för rollen som Rebecca i Ivanhoe, som visas på nyårsdagen i svensk TV varje år.

## Familj
Hussey var gift tre gånger och hade tre barn. Hennes förste make (1971–1978) var Dean Paul Martin, son till Dean Martin.
Hussey avled den 27 december 2024 i Burbank, Kalifornien, 73 år gammal.

## Filmografi i urval
- 1968 – Romeo och Julia
- 1973 – Bortom horisonten
- 1974 – Stilla natt, blodiga natt
- 1977 – Jesus från Nasaret (TV-serie)
- 1978 – Döden på Nilen
- 1982 – Ivanhoe
- 1985 – De korsikanska bröderna
- 1985 – Mord och inga visor (TV-serie)
- 1990 – Det (TV-serie)
- 1990 – Psycho IV: The Beginning (även kallad Psycho IV)
- 2003 – Moder Teresa